# Odcházení (film)
Odcházení je filmový debut a jediný film Václava Havla, který jej natočil podle své stejnojmenné divadelní hry. Snímek byl do kin uveden 24. března 2011, slavnostní premiéru měl 22. března v pražské Lucerně. Televizní premiéra proběhla 18. prosince 2011 na ČT1, kdy jej mimořádně do svého vysílání v den Havlova úmrtí zařadila Česká televize.
Film získal v rámci ankety Český lev 2011 nominace ve všech hlavních kategoriích pro hrané filmy. Proměnil je v kategorii Nejlepší scénář (Václav Havel) a střih (Jiří Brožek). Reakce filmové kritiky i diváků však byly převážně negativní.

## Výroba
Natáčení začalo 1. července 2010, rozpočet byl 44 milionů korun. Film se natáčel během července a srpna ve vile Čerych v České Skalici v turistickém regionu Kladské pomezí, závěrečné záběry byly natočeny na zámku v Ploskovicích.
Ukázka z filmu byla promítnuta na Evropském filmovém trhu při Berlinale 2011.

## Obsazení
| Josef Abrhám       | Rieger       |
| Dagmar Havlová     | Irena        |
| Vlasta Chramostová | babička      |
| Eva Holubová       | Monika       |
| Tatiana Vilhelmová | Vlasta       |
| Jan Budař          | Albín        |
| Ivana Uhlířová     | Zuzana       |
| Jiří Lábus         | Hanuš        |
| Oldřich Kaiser     | Viktor       |
| Barbora Seidlová   | Bea          |
| Stanislav Zindulka | Osvald       |
| Jiří Macháček      | Jack         |
| Stanislav Milota   | Bob          |
| Miroslav Krobot    | Knobloch     |
| Jaroslav Dušek     | Klein        |
| Jiří Bartoška      | 1. strážník  |
| Karel Beseda       | 2. strážník  |
| Marián Labuda      | 3. strážník  |
| Michal Novotný     | 4. strážník  |
| Pavel Landovský    | kočí         |
| Ivan M. Havel      | první Spáčil |
| Martin Palouš      | druhý Spáčil |
| Václav Havel       | třetí Spáčil |

## Recenze
- Jan Gregor, Respekt 11/2011: 14. března 2011: s. 66. Dostupné online.
- Kamil Fila, Aktuálně.cz, 16. března 2011
- Tereza Spáčilová, iDNES.cz, 21. března 2011
- Vítek Schmarc, Moviezone.cz, 21. března 2011
- Jan Čulík, Britské listy
- František Fuka, FFFilm, 5. dubna 2011